# Ca n'Auleda
Ca n'Auleda és una masia de Santa Maria de Palautordera (Baix Montseny) inclosa a l'Inventari del Patrimoni Arquitectònic de Catalunya.

## Descripció
Edifici gran amb la planta allargada. Coberta a dues vessants, encara que hi ha uns cossos afegits que també tenen la mateixa coberta. Té planta baixa i un sol pis. Ha estat restaurada, i la façana s'ha arrebossat. Té un portal d'accés d'arc de mig punt fet de pedra, hi ha una finestra coronella gòtica partida per una fina columneta, també hi ha un rellotge de sol.

## Història
Aquesta casa és interessant per les seves característiques arquitectòniques, per la seva finestra gòtica es pot dir que pertany a aquesta època.
Ha sofert transformacions, actualment és objecte d'una d'elles, encara que de moment solament es limiten a la part de davant, ja que les parts posteriors de la casa resten iguals.
Actualment l'Agrupament Escolta i Guia Bernat Perpunter realitza la seva tasca educativa en aquest edifici.